# ドミトリー・サウティン
ドミトリー・サウティン(Dmitri Ivanovich Sautin、ロシア語: Дмитрий Иванович Саутин, 、1974年3月15日 - )は、ロシアヴォロネジ出身の男子飛込競技選手。身長172センチ、体重65キロ。
7歳で飛び込みを始める。1992年バルセロナオリンピックから2008年北京オリンピックまで5大会連続で出場し、1996年アトランタオリンピック10m高飛込みの金メダルなど飛び込み選手最多の8個のメダルを獲得。北京五輪を最後に引退。

## 主な成績

### オリンピック
- 1992年バルセロナオリンピック
  - 3m板飛込み 銀メダル
  - 10m高飛込み 6位
- 1996年アトランタオリンピック
  - 3m板飛込み 5位
  - 10m高飛込み 金メダル
- 2000年シドニーオリンピック
  - 3m板飛込み 銅メダル
  - 3mシンクロナイズド板飛込み 銀メダル
  - 10m高飛込み 銅メダル
  - 10mシンクロナイズド高飛込み 金メダル
- 2004年アテネオリンピック
  - 3m板飛込み 銅メダル
  - 3mシンクロナイズド板飛込み 7位
- 2008年北京オリンピック
  - 3m板飛込み 4位
  - 3mシンクロナイズド板飛込み 銀メダル

### 世界選手権
- 1994年ローマ
  - 3m板飛込み 銀メダル
  - 10m高飛込み 金メダル
- 1998年パース
  - 3m板飛込み 金メダル
  - 10m高飛込み 金メダル
- 2001年福岡
  - 3m板飛込み 金メダル
  - 3mシンクロナイズド板飛込み 銅メダル
- 2003年バルセロナ
  - 3m板飛込み 銅メダル
  - 3mシンクロナイズド板飛込み 金メダル
- 2007年メルボルン
  - 3m板飛込み 銅メダル

### 欧州選手権
- 1991年アテネ
  - 10m高飛込み 金メダル
- 1993年シェフィールド
  - 3m板飛込み 銀メダル
  - 10m高飛込み 金メダル
- 1995年ウィーン
  - 3m板飛込み 金メダル
  - 10m高飛込み 銅メダル
- 1997年セルビア
  - 3m板飛込み 金メダル
- 1999年イスタンブール
  - 10m高飛込み 金メダル
- 2000年ヘルシンキ
  - 3m板飛込み 金メダル
  - 3mシンクロナイズド板飛込み 銀メダル
  - 10m高飛込み 金メダル
  - 10mシンクロナイズド高飛込み 金メダル
- 2002年ベルリン
  - 3m板飛込み 金メダル
  - 3mシンクロナイズド板飛込み 金メダル
- 2006年ブダペスト
  - 3m板飛込み 金メダル
  - 3mシンクロナイズド板飛込み 銀メダル
- 2008年アイントホーフェン
  - 3m板飛込み 金メダル
  - 3mシンクロナイズド板飛込み 金メダル